# Gökhan Inler
Gökhan Inler (turcă Gökhan İnler, n. 27 iunie 1984, Olten, Cantonul Solothurn, Elveția) este un fotbalist elvețian de origine turcă, care evoluează în Super Liga, Beșiktaș JK.

## Goluri internaționale
| #  | Data               | Stadion                                | Oponent      | Scor | Rezultat | Competiția                                             |
| -- | ------------------ | -------------------------------------- | ------------ | ---- | -------- | ------------------------------------------------------ |
| 1. | 22 martie 2007     | Lockhart Stadium, Fort Lauderdale, SUA | Jamaica      | 2–0  | Victorie | Meci amical                                            |
| 2. | 3 martie 2010      | AFG Arena, St. Gallen, Elveția         | Uruguay      | 1–3  | Loss     | Meci amical                                            |
| 3. | 5 iunie 2010       | Stade de Genève, Geneva, Elveția       | Italia       | 1–1  | Egal     | Meci amical                                            |
| 4. | 12 octombrie 2010  | St. Jakob-Park, Basel, Elveția         | Țara Galilor | 4–1  | Victorie | Preliminariile Campionatului European de Fotbal 2012   |
| 5. | 7 septembrie 2012  | Stožice Stadium, Ljubljana, Slovenia   | Slovenia     | 2–0  | Victorie | Calificările pentru Campionatul Mondial de Fotbal 2014 |
| 6. | 11 septembrie 2012 | Swisspor Arena, Lucerna, Elveția       | Albania      | 2–0  | Victorie | Calificările pentru Campionatul Mondial de Fotbal 2014 |

## Statistici de club
| Club          | Sezon         | Campionat | Campionat | Cupă    | Cupă   | Europa  | Europa | Total   | Total  |
| Club          | Sezon         | Meciuri   | Goluri    | Meciuri | Goluri | Meciuri | Goluri | Meciuri | Goluri |
| ------------- | ------------- | --------- | --------- | ------- | ------ | ------- | ------ | ------- | ------ |
| Aarau         |               |           |           |         |        |         |        |         |        |
| 2004–05       | 14            | 3         | 0         | 0       | 0      | 0       | 14     | 3       |        |
| 2005–06       | 11            | 0         | 0         | 0       | 0      | 0       | 11     | 0       |        |
| Total         | 25            | 3         | 0         | 0       | 0      | 0       | 25     | 3       |        |
| Zürich        |               |           |           |         |        |         |        |         |        |
| 2005–06       | 17            | 2         | 0         | 0       | 0      | 0       | 17     | 2       |        |
| 2006–07       | 35            | 1         | 0         | 0       | 2      | 0       | 37     | 1       |        |
| Total         | 52            | 3         | 0         | 0       | 2      | 0       | 54     | 3       |        |
| Udinese       |               |           |           |         |        |         |        |         |        |
| 2007–08       | 37            | 2         | 3         | 0       | -      | -       | 40     | 2       |        |
| 2008–09       | 36            | 1         | 1         | 0       | 12     | 2       | 49     | 3       |        |
| 2009–10       | 33            | 0         | 4         | 1       | -      | -       | 37     | 1       |        |
| 2010–11       | 35            | 3         | 1         | 0       | -      | -       | 36     | 3       |        |
| Total         | 141           | 6         | 9         | 1       | 12     | 2       | 162    | 9       |        |
| Napoli        |               |           |           |         |        |         |        |         |        |
| 2011–12       | 36            | 0         | 4         | 0       | 8      | 2       | 48     | 2       |        |
| 2012–13       | 31            | 6         | 2         | 0       | 6      | 0       | 39     | 6       |        |
| 2013–14       | 15            | 1         | 0         | 0       | 5      | 1       | 20     | 2       |        |
| Total         | 82            | 7         | 6         | 0       | 19     | 3       | 107    | 10      |        |
| Total carieră | Total carieră | 300       | 19        | 15      | 1      | 33      | 5      | 348     | 25     |

Statistici actualizate la 17 noiembrie 2012

### Națională
| Elveția | Elveția | Elveția |
| An      | Meciuri | Goluri  |
| ------- | ------- | ------- |
| 2006    | 3       | 0       |
| 2007    | 10      | 1       |
| 2008    | 13      | 0       |
| 2009    | 7       | 0       |
| 2010    | 12      | 3       |
| 2011    | 9       | 0       |
| 2012    | 9       | 2       |
| 2013    | 7       | 0       |
| Total   | 70      | 6       |

## Palmares
- FC Zürich
  - Super League (Elveția): 2006, 2007
- Napoli
  - Coppa Italia: 2011-12